# Meurcourt
Meurcourt és un municipi francès situat al departament de l'Alt Saona i a la regió de Borgonya - Franc Comtat. L'any 2007 tenia 314 habitants.

## Demografia

### Població
El 2007 la població, de fet, de Meurcourt era de 314 persones. Hi havia 128 famílies, de les quals 32 eren unipersonals (12 homes vivint sols i 20 dones vivint soles), 40 parelles sense fills, 40 parelles amb fills i 16 famílies monoparentals amb fills.
La població ha evolucionat segons el següent gràfic:
Habitants censats

### Habitatges
El 2007 hi havia 159 habitatges, 131 eren l'habitatge principal de la família, 13 eren segones residències i 15 estaven desocupats. 157 eren cases i 2 eren apartaments. Dels 131 habitatges principals, 107 estaven ocupats pels seus propietaris, 20 estaven llogats i ocupats pels llogaters i 4 estaven cedits a títol gratuït; 1 tenia dues cambres, 14 en tenien tres, 17 en tenien quatre i 99 en tenien cinc o més. 109 habitatges disposaven pel capbaix d'una plaça de pàrquing. A 53 habitatges hi havia un automòbil i a 68 n'hi havia dos o més.

### Piràmide de població
La piràmide de població per edats i sexe el 2009 era:
| Homes | Edats   | Dones |
| ----- | ------- | ----- |
| 0     | 95 o +  | 0     |
| 0     | 90 a 94 | 0     |
| 0     | 85 a 89 | 4     |
| 0     | 80 a 84 | 0     |
| 8     | 75 a 79 | 4     |
| 4     | 70 a 74 | 4     |
| 0     | 65 a 69 | 4     |
| 8     | 60 a 64 | 4     |
| 20    | 55 a 59 | 8     |
| 8     | 50 a 54 | 8     |
| 8     | 45 a 49 | 8     |
| 8     | 40 a 44 | 16    |
| 28    | 35 a 39 | 12    |
| 4     | 30 a 34 | 12    |
| 4     | 25 a 29 | 12    |
| 8     | 20 a 24 | 4     |
| 12    | 15 a 19 | 12    |
| 20    | 10 a 14 | 8     |
| 12    | 5 a 9   | 12    |
| 12    | 0 a 4   | 8     |

## Economia
El 2007 la població en edat de treballar era de 208 persones, 146 eren actives i 62 eren inactives. De les 146 persones actives 136 estaven ocupades (78 homes i 58 dones) i 10 estaven aturades (6 homes i 4 dones). De les 62 persones inactives 34 estaven jubilades, 9 estaven estudiant i 19 estaven classificades com a «altres inactius».

### Ingressos
El 2009 a Meurcourt hi havia 129 unitats fiscals que integraven 331,5 persones, la mediana anual d'ingressos fiscals per persona era de 16 922 €.

### Activitats econòmiques
Dels 5 establiments que hi havia el 2007, 3 eren d'empreses de construcció, 1 d'una empresa d'hostatgeria i restauració i 1 d'una empresa de serveis.
Dels 5 establiments de servei als particulars que hi havia el 2009, 1 era una lampisteria, 2 electricistes, 1 empresa de construcció i 1 restaurant.
L'any 2000 a Meurcourt hi havia 4 explotacions agrícoles que ocupaven un total de 268 hectàrees.

## Equipaments sanitaris i escolars
El 2009 hi havia una escola maternal integrada dins d'un grup escolar amb les comunes properes formant una escola dispersa.

## Poblacions més properes
El següent diagrama mostra les poblacions més properes.